# Лашкута
Лашкута (рос. Лашкута) — село в Ельбруському районі Кабардино-Балкарії Російської Федерації.
Орган місцевого самоврядування — сільське поселення Лашкута. Населення становить 770 осіб.

## Історія
Згідно із законом від 27 лютого 2005 року органом місцевого самоврядування є сільське поселення Лашкута.

## Населення
| 2002 | 2010 | 2012 | 2013 | 2014 | 2015 | 2016 |
| ---- | ---- | ---- | ---- | ---- | ---- | ---- |
| 741  | ↗770 | ↘756 | ↗765 | ↗768 | ↘766 | ↗781 |
| 2017 | 2018 | 2019 | 2020 |      |      |      |
| →781 | ↘780 | ↗783 | ↗791 |      |      |      |